# Dennis Young
Dennis Young (ur. 1 kwietnia 1930 w Christchurch, zm. 21 czerwca 2020 tamże) – nowozelandzki rugbysta grający na pozycji młynarza, reprezentant kraju.
W trakcie kariery sportowej reprezentował klub Christchurch Tech OB oraz region Canterbury. W regionalnych barwach zadebiutował w zespole rezerw w wieku osiemnastu lat, dwa lata później został częścią pierwszej drużyny. Rozegrał dla niej łącznie 139 spotkań, w tym przeciwko reprezentacyjnym zespołom, jak Springboks czy British and Irish Lions, a także dwukrotnie zdobył Ranfurly Shield.
Od 1950 roku dziesięciokrotnie uczestniczył w sprawdzianach nowozelandzkiej kadry, szansę debiutu otrzymał jednak dopiero w roku 1956. W kolejnej dekadzie walczył o miejsce w składzie z takimi zawodnikami jak Ronald Hemi, Des Webb czy John Creighton, łącznie w latach 1956–1965 rozgrywając dwadzieścia dwa testmecze oraz trzydzieści dziewięć innych spotkań.
W młodości trenował stepowanie, otrzymując nawet nagrody w regionie Canterbury, a także lekkoatletykę w konkurencjach technicznych. Po ukończeniu szkoły pracował jako stolarz, później zaś jako nauczyciel obróbki drewnem i rysunku technicznego. Następnie założył biuro podróży, pisał także felietony dla New Zealand Sunday Times.
Żonaty z Barbarą, synowie Mark i Bryce.